# Basileuterus rufifrons
A Basileuterus rufifrons a madarak osztályának verébalakúak (Passeriformes) rendjébe és az újvilági poszátafélék (Parulidae) családjába tartozó faj.

## Rendszerezése
A fajt William John Swainson amerikai ornitológus írta le 1838-ban, a Setophaga nembe Setophaga rufifrons néven.

## Alfajai
- Basileuterus rufifrons actuosus Wetmore, 1957
- Basileuterus rufifrons caudatus Nelson, 1899
- Basileuterus rufifrons delattrii Bonaparte, 1854
- Basileuterus rufifrons dugesi Ridgway, 1892
- Basileuterus rufifrons jouyi Ridgway, 1892
- Basileuterus rufifrons mesochrysus P. L. Sclater, 1860
- Basileuterus rufifrons rufifrons (Swainson, 1838)
- Basileuterus rufifrons salvini Cherrie, 1891[2]

## Előfordulása
Az Amerikai Egyesült Államok déli részén, valamint Mexikó, Belize, Costa Rica, Guatemala, Honduras, Nicaragua, Panama, Salvador, Kolumbia és Venezuela területén honos.
Természetes élőhelyei a szubtrópusi és trópusi síkvidéki és hegyi esőerdők, száraz erdők, legelők és cserjések, valamint ültetvények és szántóföldek.

## Megjelenése
Testhossza 13 centiméter, testtömege 7-16 gramm. Hasonlít a Hawaii-szigetekre betelepített énekes álszajkóra (Garrulax canorus)
|  |

## Életmódja
Rovarokkal és más gerinctelenekkel táplálkozik, de bogyókat is fogyaszt.

## Természetvédelmi helyzete
Az elterjedési területe rendkívül nagy, egyedszáma pedig stabil. A Természetvédelmi Világszövetség Vörös listáján nem fenyegetett fajként szerepel.